# Michael Tarnat
Michael Tarnat (Hilden, 1969. október 27. –) válogatott német labdarúgó, hátvéd.

## Pályafutása

### Klubcsapatban
1979-ben az SV Hilden-Nord csapatában kezdte a labdarúgást- 1990-ben az MSV Duisburg első csapatában mutatkozott be, ahol négy idényen át szerepelt. 1994 és 1997 között a Karlsruher SC labdarúgója volt és tagja volt az 1996-os német kupa-döntős csapatnak. 1997 és 2003-ban a Bayern München együttesében töltötte pályafutása legeredményesebb időszakát. A bajor csapattal négy bajnoki címet és három német kupa győzelmet ért el. Tagja volt a 2000–01-es bajnokok ligája győztes csapatnak. A 2003–04-es szezonban az angol Manchester City játékosa volt. 2004 és 2009 között a Hannover 96 csapatában játszott és itt fejezte be az aktív labdarúgást.

### A válogatottban
1996 és 1998 között 19 alkalommal szerepelt a német válogatottban. Részt vett az 1998-as franciaországi világbajnokságon.

## Sikerei, díjai
Karlsruher SC
- Német kupa (DFB-Pokal)
  - döntős: 1996

 Bayern München
- Német bajnokság (Bundesliga)
  - bajnok: 1997–98, 1999–00, 2000–01, 2002–03
- Német kupa (DFB-Pokal)
  - győztes: 1998, 2000, 2003
  - döntős: 1999
- Német ligakupa (DFB-Ligapokal)
  - győztes: 1997, 1998, 1999, 2000
- UEFA-bajnokok ligája
  - győztes: 2000–01
  - döntős: 1998–99
- Interkontinentális kupa
  - győztes: 2001
- UEFA-szuperkupa
  - győztes: 2001

## Család
Fia, Niklas Tarnat a Bayern München akadémiájának tagja.